# Sasquatch (Marvel Comics)
Sasquatch, alter ego del dottor Walter Langkowski, è un personaggio dei fumetti, creato da Chris Claremont (testi) e John Byrne (disegni) nel 1979, pubblicato dalla Marvel Comics. La sua prima apparizione è in Uncanny X-Men n. 120.

## Biografia del personaggio
Il dottor Walter Langkowski è un membro del team Alpha Flight e nativo di Vancouver, in Canada. Ha origini polacche ed è un importante scienziato. In gioventù è stato un ottimo giocatore di Football americano, giocando per i Green Bay Packers.
Egli possiede l'abilità di trasformarsi in una enorme e potente bestia pelosa, simile al leggendario Sasquatch. La sua trasformazione è sempre frutto di un atto volontario e mai di meccanismi o sollecitazioni esterne. In questa forma il dottor Langkowsi possiede una forza straordinaria ed una forte capacità di autoguarigione dalle ferite infertegli. Possiede anche enormi artigli affilati e gambe possenti con le quali è capace di coprire enormi distanze.
Questi poteri vengono a seguito di numerosi esperimenti svolti da Langkowski con il bombardamento di radiazioni gamma sul proprio corpo all'interno del suo laboratorio segreto vicino al Circolo polare artico.
Nonostante il dottor Langkowski sia convinto che il suo potere venga dal bombardamento radioattivo, in realtà esso è originato dal fatto che i suoi esperimenti hanno aperto un cancello tra il nostro mondo e quello del Reame delle Grandi Bestie. All'apertura del portale una bestia di nome Tanaraq ha invaso il corpo dello scienziato donandogli i suoi poteri. In questa sua veste di doppia identità è normalmente lo scienziato a mantenere il controllo del suo corpo, tuttavia in una occasione fu Tanaraq a prendere il controllo dello scienziato e a indurre l'eroina Snowbird a uccidere Sasquatch.

### Un nuovo corpo e una nuova identità
Dopo la sua morte, i suoi compagni hanno compiuto una missione nel Regno delle Grandi Bestie per recuperare lo spirito di Langkowski, mentre il suo corpo veniva pietrificato da Snowbird per impedirne la decomposizione. L'anima di Langkowski venne in seguito conservata nell'esoscheletro dell'eroe Box. Dopo diverse ricerche per un nuovo corpo, il team amico dello scienziato trovò un essere dalla forma umanoide e privo di intelligenza intrappolato in una dimensione alternativa: si trattava di Hulk ma Langkowski, non volendo recare danno al suo collega ed amico Bruce Banner, si rifiutò di impossessarsi del suo corpo. Fu così che Sasquatch venne riportato in vita dapprima facendo uso del corpo miniaturizzato del malvagio Smart Alec, poi servendosi del corpo ormai senza vita della deceduta Snowbird. In seguito, grazie ad una serie di esercizi mistici, il dottor Langkowski tornò ad essere un uomo e riuscì a trasformare il suo nuovo corpo in quello dell'originario Sasquatch, dal pelo arancione.

### Civil War
In compagnia del Maggiore Mapleleaf, Puck, Sciamano e Guardian, Sasquatch combatté il malvagio Xorn, nel numero 16 dei Nuovi Vendicatori, rimanendo l'unico sopravvissuto dell'epica lotta. A seguito dell'evento epocale della Civil War il dottor Langkowski è stato assoldato dal governo canadese per costituire un nuovo gruppo di supereroi dal nome Omega Flight.

## Altre versioni

### Exiles
In questo universo è una donna di colore di nome Heather Hudson che si trasforma in un Sasquatch dal pelo bianco in seguito alla possessione dell'entità Taranaq. Una volta persi i poteri, assisterà la squadra dalla base del Palazzo di Cristallo.

### Ultimate
Nell'universo Ultimate, Sasquatch non è Walter Langkowski, bensì una Rahne Sinclair i cui poteri sono stati potenziati dalla droga Banshee rendendola una creatura di aspetto e forza simili a quelli del Sasquatch classico. Fa una breve comparsa nella saga Potere assoluto (pubblicata sui numeri 49 e 50 della serie italiana) come membro di un supergruppo che Ultimate Wolverine riconosce come Alpha Flight. In uno scontro con Nightcrawler, anche lui drogato di Banshee, perde il braccio destro, dopodiché di lei non si sa più nulla.